# パンヤジャパンカップ
パンヤジャパンカップ (Pangya Japan Cup) は 、オンラインゴルフゲーム『スカッとゴルフ パンヤ』内でオンラインおよびオフラインで開催される大会イベントの名称。略称は『PJC』。

## 概要
- ユーザー登録しているプレイヤー全員が参加できる大会で、全国から予選を勝ち抜いたプレイヤーの腕を競い日本一を決定するイベントである。
- 予選形式は回を重ねるごとにエントリー数が増えたため毎回変更があるが、かつてはブロック予選をオンライン上でコースを周回し上位の記録を残したプレイヤーが2次予選へ進む。当初は2次予選からはオフライン大会となり、全国各地のインターネットカフェにて周回し上位プレイヤーが決勝に進出する仕組みであったが、現在はオンライン上で全て完結する仕組みとなっている。
- 決勝戦は、第2回以降多目的ホールを貸し切り多くの観客が観戦する中行われているが、第2回開催時に予想を上回る多数の来場者により会場の規模が不足し、会場や運営側が対応しきれていなかったことに関して今後の大きな課題となった経緯があり、第3回・2007グランプリ・2008グランプリでは他イベントと共同で大ホールでの開催が実施され、第4回・2009グランプリは抽選での応募で当選した者のみが入場できる形式となった。

### イベント内容
オンライン・オフラインを問わず年間を通して開催する数々の公式種目に参加、勝利する事で「EP（EventPoint）」を獲得する。獲得したEPはレアアイテムとの交換やグランドチャンピオンを決定する「PJC（西暦） グランプリ」の出場枠を獲得する際に必要なポイント数となる。EP制度の導入により、従来オフラインのみであった大会内容に加え、オンライン上で全てが完結し皆が楽しめるような種目を多数用意し、だれでも手軽に参加できるようになる趣旨となった。また、全国各地のインターネットカフェを会場とした大会でもEPを獲得できるようになった。

### ルール
回数を重ねるにつれルールの改良も実施されている。主な変更点は以下のとおり。
1. 種目期間中に該当コースのスコアを更新した場合と、-10を超えた場合は追加EP獲得。
2. 各エントリー時の強制終了率が一定以上であると参加資格の剥奪。
3. 種目期間中の強制終了回数が規定以上となったプレイヤーは失格。
4. オフライン大会における妨害行為（他者のPCの電源を故意に切る行為など。なお、自分のPCの電源を切ることは、棄権となるため違反ではない。）は即失格。場合によってはアカウントが停止されることもある。

2,3の背景には、プレイ中一定以上の成績が見込めなかった場合に、途中で強制終了してすぐに再戦することにより試行回数を増やす行為が蔓延していたためである。

## 来歴
第1回パンヤジャパンカップ決勝：2005年10月8日 - 「トッププレイヤー秋葉原店（東京都中央区）」
- 8月下旬から札幌、仙台、東京、名古屋、大阪、広島、福岡の7都市にあるインターネットカフェで予選が順次行われ，各都市から上位3名ずつが代表として選出された。

第2回パンヤジャパンカップ決勝：2007年5月5日 - 「TFTホール（東京都江東区）」
- 4月の上旬から下旬にかけて，あらかじめオンライン形式による予選大会が行われた（2026名が参加）。その予選大会で上位の成績を収めた16名のプレイヤーが賞金総額100万円を目指し激戦を繰り広げた。

第3回パンヤジャパンカップ決勝、パンヤジャパンカップ2007グランプリ：2007年12月16日 - 「パシフィコ横浜（横浜市西区）」
- 大型オフラインイベント「Gamepot Festa 2007」内で開催。
- 1次予選は11月10日と11日の2日間にオンライン予選が2回実施され勝ち残ったプレイヤーは、次のブロック代表地区予選に参加できる。ブロック代表地区予選は，各地区のインターネットカフェが会場となるオフラインイベントとなる。ここで勝ち残った合計12名に加え，東京ゲームショウ2007でシード権を獲得した2名が12月16日に開催される決勝大会に進められた。
- PJC2007 グランプリも同時開催された。第2回PJCの優勝および準優勝者、過去に行われたパンヤ大会の歴代優勝者らを加えた7名が参加し、真のトップを競うというものであった。

第4回パンヤジャパンカップ、第1回PJCスピーダー決勝：2008年5月5日 - 「クラブEx（東京都品川区）」
- PJCの優勝者には50万円の賞金が与えられた。
- ユーザー投票による「キャディコスチュームコンテンスト」も同時開催。
- PJCスピーダーの優勝賞品は「旅行券10万円分」であった。

パンヤジャパンカップ2008グランプリ、第2回PJCスピーダー ： 2008年12月14日 - 「パシフィコ横浜」
- 大型オフラインイベント「Gamepot Festa 2008」内で開催。
- 2008年1年間でEPを多く集めた上位10名のプレイヤーが集結し最強プレイヤーを決定した。
- 「パンヤムービーカップ2008」のユーザー投票も同時開催された。

パンヤジャパンカップ2009グランプリ、PJCスピーダー2009決勝、レディース大会 ： 2009年12月13日 - 「ニューピア竹芝（東京都港区）」
- 大型オフラインイベント「Gamepot Festa 2009」内で開催。
- PJC2009最終予選勝者、戦国パンヤ天下統一戦覇者、2009年10月度シーズンカップ優勝者、PJCグランプリシード戦優勝者、PJC2008グランプリ優勝者が対決し最強プレイヤーを決定した。
- PJCスピーダーはこの回より賞金はゲーム内通貨「3,000CP（30万円相当）」となった。
- レディース大会を初開催。賞金はゲーム内通貨「1,000CP（10万円相当）」であった。

第5回パンヤジャパンカップ：2010年8月29日 - 「アイ・カフェAkiba place店（東京都千代田区）」
- 世界選手権「Pngya World Championship」の選考会を兼ねた。

## カテゴリー

### オンライン大会
チャレンジカップ
一定期間内に決められたコースのスコアを競う大会。自分のスコアを元にランク分けされる。
「神ランクの」上位250アカウントがマスターカップへ進出できる。
| 名称  | コース       | 期間                    | マスターカップ 1位の記録 |
| ----- | ------------ | ----------------------- | ------------------------ |
| 第1回 | Blue Lagoon  | 2008年3月6日-3月13日    | -39                      |
| 第2回 | Shining Sand | 2008年5月22日-5月29日   | -38                      |
| 第3回 | West Wiz     | 2008年7月17日-7月24日   | -38                      |
| 第4回 | Lost Seaway  | 2008年11月6日-11月13日  | -41                      |
| 第5回 | White Wiz    | 2009年2月26日-3月5日    | -38                      |
| 第6回 | Pink Wind    | 2009年4月23日-4月30日   | -39                      |
| 第7回 | Wiz Wiz      | 2009年7月2日-7月9日     | -38                      |
| 第8回 | Sepia Wind   | 2009年11月19日-11月26日 | -40                      |

トライカップ
一定期間内にパットの距離や最大飛距離などを競う種目。
| 名称  | 内容                                    | 期間                    | 1位の記録 |
| ----- | --------------------------------------- | ----------------------- | --------- |
| 第1回 | 最大パッティング距離                    | 2008年4月17日-4月24日   | 351.77y   |
| 第2回 | 最大飛距離                              | 2008年6月19日-6月26日   | 720.89y   |
| 第3回 | 最大チップイン距離                      | 2008年10月23日-10月30日 | 576.36y   |
| 第4回 | チップインハンター （ホールインワン数） | 2009年3月19日-3月26日   | 1141      |
| 第5回 | アワードマニア （大会トロフィ・賞数）   | 2009年5月28日-6月4日    | （なし）  |

PJCワールドツアー
全てのコースのベストスコアの合計で競う種目。
| 名称  | 期間                   | 1位の記録 |
| ----- | ---------------------- | --------- |
| 第1回 | 2008年8月21日-9月18日  | -562      |
| 第2回 | 2009年9月24日-10月22日 | -623      |

新人戦
PJCに初めてエントリーするプレイヤーが参加できる入門的大会。
パンヤジャパンカップ予選
各ブロックにエントリー分けされ、上位にランクしたプレイヤーが決勝に駒を進める。

### オフライン大会
PJCグランプリ
年末に開催されるグランドチャンピオン決定戦。専用のアカウントが用意され（ランク：レジェンドV）、特殊装備や特殊アイテムが使用できない。
パンヤジャパンカップ決勝
PJCグランプリと同様専用のアカウントが用意され、特殊装備や特殊アイテムが使用できない。
PJCスピーダー
大会での最速ホールアウトを競う大会。
レディース大会
女性プレイヤー限定の大会。
シーズンカップ
全国各地のインターネットカフェを会場としたオフライン大会。第2回以降は開催店舗が拡大し、東京都内からの参戦が可能となった（知・好・楽が該当する。）。

#### 結果
| 回数  | コース                  | 上位者特典                                                      | 優勝           | 準優勝    | 3位         |
| ----- | ----------------------- | --------------------------------------------------------------- | -------------- | --------- | ----------- |
| 第1回 | Silvia Cannon           | 優勝：10万円分旅行券×2など 準優勝・3位：1万円分旅行券×2など     | がん太         | Lilis.    | Chlorella.  |
| 第2回 | Wiz Wiz                 | 優勝：50万円 準優勝：20万円 3位：10万円                         | （おんぷ）モカ | がん太    | NaturalⅨ    |
| 第3回 | Blue Water Deep Inferno | 優勝：10万円 準優勝：5万円 3位：3万円                           | 幸せ者         | 【佳司】  | nekonekotan |
| 第4回 | Silvia Cannon           | 優勝：50万円/8,000EP 準優勝：30万円/6,000EP 3位：20万円/4,800EP | がん太         | Sound2006 | アンセスタ  |

| 年   | 決勝コース                  | 上位者特典                                                        | 優勝   | 準優勝        | 3位            |
| ---- | --------------------------- | ----------------------------------------------------------------- | ------ | ------------- | -------------- |
| 2007 | White Wiz Wiz Wiz           | 優勝：100万円 準優勝：20万円 3位：10万円                          | がん太 | うぇ（げー）  | （おんぷ）モカ |
| 2008 | Ice Cannon Blue Moon        | 優勝：100万円/10,000EP 準優勝：20万円/6,000EP 3位：10万円/4,000EP | -yusk- | waltz（ばら） | うぇ（げー）   |
| 2009 | Eastern Valley Deep Inferno | 優勝：50万円/10,000EP 準優勝：20万円/6,000EP 3位：10万円/4,000EP  | -yusk- | 【佳司】      | サイクロンpsgp |

| 回数  | コース              | 上位者特典                   | 優勝             |
| ----- | ------------------- | ---------------------------- | ---------------- |
| 第1回 | Shining Sand        | 優勝：旅行券10万円分/5,000EP | マジカルこはっき |
| 第2回 | Lost Seaway Ice Spa | 優勝：30万円/5,000EP         | Sunday-Sunny     |
| 2009  | Wiz Wiz             | 優勝：3,000CP/4,000EP        | 変神たるとん     |

| 回数  | コース               | 上位者特典            | 優勝     |
| ----- | -------------------- | --------------------- | -------- |
| 第1回 | Ice Spa （Front 9H） | 優勝：1,000CP/1,000EP | Jenny128 |

## EPアイテム
イベントに参加したり入賞したりすることにより「EP」を獲得できるが、EPを使用することによりレアアイテムを獲得することが可能になる。なお、一部のアイテムはPostarのStarでも交換できる。
| 名称                   | 特徴                               | 価格          | 備考                                     |
| ---------------------- | ---------------------------------- | ------------- | ---------------------------------------- |
| ぐるぐるメガネ         | 優秀な生徒がかけていそうなメガネ。 | 3,000EP       |                                          |
| 水着セット             | 各キャラクターごとのデザイン       | 2,000EP       | ルーシア用設定無し                       |
| アフロスタイル         | アフロのかつら                     | 1,000EP       |                                          |
| リーフハット。         | クローバーの模様が入った帽子       | 900EP 350star | Myショップでの販売可、ルーシア用設定無し |
| 工事帽                 | 工事中にかぶるヘルメットのデザイン | 900EP 350star | Myショップでの販売可、ルーシア用設定無し |
| お団子タオル           | 入浴時に頭に巻くタオルのデザイン   | 900EP 150star | ルーシア用設定無し                       |
| スティックチョコレート | 口にくわえるチョコレートのデザイン | 300EP 150star |                                          |

- 詳細、性能については公式サイトを参照。